# Morón (Argentinien)
Morón ist eine Stadt in Argentinien in der gleichnamigen Gemeinde Morón. Die Stadt liegt in der Provinz Buenos Aires und hat 92.725 Einwohner (2001).
Morón ist zu erreichen über die Avenida Rivadavia, die Ruta Nacional 7 und die TBA-Ferrocarril Domingo Faustino Sarmiento (FCDFS). In Morón befindet sich der Flughafen Morón.
1891 wurde Gregorio de Laferrère zum ersten Bürgermeister Moróns gewählt. Die Stadt ist seit 1957 Bischofssitz des Bistums Morón mit der Kathedrale von Morón. 1960 wurde die private Universität Morón (Universidad de Morón UM) gegründet.

## Persönlichkeiten
- María Luisa Anido, genannt Mimita (1907–1996), Gitarristin und Komponistin
- Hamlet Lima Quintana (1923–2002), Schriftsteller und Musiker
- Reynaldo Bignone (1928–2018), General und von 1. Juli 1982 bis zum 10. Dezember 1983 de facto Staatspräsident der Republik Argentinien
- Nelly Vázquez (* 1937), Tangosängerin
- Oscar Aventín, genannt El Puma (* 1946), Motorsportler
- Fernando Martín Croxatto (* 1956), römisch-katholischer Bischof von Neuquén
- Armando Husillos (* 1959), Fußballspieler und Fußballmanager
- Gabriel Bernardo Barba (* 1964), römisch-katholischer Bischof von San Luis
- Juan Carlos Almada (* 1965), Fußballspieler
- Raúl Cardozo (* 1967), Fußballspieler und Nationalspieler
- Héctor Almandoz, genannt Coyo (* 1969), Fußballspieler und Fußballmanager
- Marcelo Elizaga (* 1972), Fußballspieler
- Oscar Cortínez (* 1973), Marathonläufer und Olympiateilnehmer Olympische Sommerspiele 2000 Sydney
- Guillermo Milano (* 1973), Handballnationaltrainer
- Favio Márquez (* 1974), Fußballspieler
- Maximiliano Blanco (* 1977), Fußballspieler
- Héctor Federico Carballo (* 1980), Fußballspieler
- Pablo Sebastián Portela (* 1980), Handballspieler und Olympiateilnehmer 2012 und 2016
- Cristian Daniel Ledesma (* 1982), argentinisch-italienischer Fußballspieler
- Román Martínez (* 1983), Fußballspieler
- Sebastián Penco (* 1983), Fußballspieler
- Diego Aventín (* 1984), Motorsportler
- Marcos Galarza (* 1984), Fußballspieler
- Pablo Jerez (* 1984), Fußballspieler
- Enrique Seccafien (* 1984), Fußballspieler
- Simón Ramírez (* 1985), Fußballspieler
- Adrián Portela (* 1986), Handballspieler und Olympiateilnehmer 2016
- Matías Cahais (* 1987), Fußballspieler
- Martina Cavallero (* 1990), Hockeyspielerin
- Rodrigo Battaglia (* 1991), Fußballspieler